# Jane Loevinger
Jane Loevinger Weissman (18 de febrero de 1918 - 4 de enero de 2008) fue una psicóloga del desarrollo que propuso una teoría de la personalidad que enfatizaba la internalización gradual de las reglas sociales y la maduración de la conciencia como orígenes de las decisiones personales. También contribuyó a la teoría de medidas introduciendo el coeficiente de homogeneidad.
En 1943 se casó con Samuel Isaac Weissman (25 de junio de 1912 - 12 de junio de 2007), un científico que contribuyó al Proyecto Manhattan. Tuvieron un hijo y una hija.